# Alpina magna
Alpina magna är en fjärilsart som beskrevs av William Schaus. Alpina magna ingår i släktet Alpina och familjen mätare. Inga underarter finns listade i Catalogue of Life.